# Rotrückenspecht
Der Rotrückenspecht (Dinopium psarodes, auch Rotrückenflameback) ist eine endemisch auf Sri Lanka vorkommende Vogelart aus der Familie der Spechte (Picidae).
Bis zum Jahr 2016 wurde der Rotrückenspecht als Unterart des Bengalenspechts (Dinopium benghalense) geführt. Aufgrund von phänotypischen und genetischen Untersuchungen wurde die Eigenständigkeit des Rotrückenspechts festgestellt.

## Merkmale
Rotrückenspechte sind mittelgroße Spechte, in einer Abhandlung werden sie auf rund 12 Zoll Länge angegeben. Sie besitzen eine ausgeprägte rote Federhaube, einen langen und etwas nach unten gebogenen Schwanz sowie einen relativ langen, fast punktförmig zugespitzten Schnabel. Zwischen den Geschlechtern besteht ein leichter Sexualdimorphismus. Bei den Männchen ist der Hals schwarz und geht in ein kräftig rot gefärbtes Rückengefieder über. Bürzel und Oberschwanzdecken sind schwarz. Die Oberflügeldecken sind überwiegend rot. Die Grundfarbe der Rumpfunterseite ist weiß bis cremefarben. Die Federn auf Stirn und Oberkopf sind schwarz, die Haube rot, der Überaugenstreif weißlich, der Zügel schwarz. Der weiße Unteraugenstreif beginnt an der Schnabelbasis und zieht sich als weißes Band über die Halsseite bis zur oberen Brustseite. Der Schnabel ist schwarzbraun oder grauschwarz, Beine und Zehen sind graugrün. Die Weibchen unterscheiden sich von den Männchen durch die kleinen weißen Punkte auf Stirn und vorderem Oberkopf. Bei den Männchen sind zudem die Schnäbel größer und stumpfer.
Der Ruf des Rotrückenspechts ist ein lautes „ki-ki-ki-ki-ki“, das stetig an Tempo zunimmt und in einem Triller endet.

## Ähnliche Arten
Der Bengalenspecht (Dinopium benghalense) ist mit einer weiteren Unterart auf Sri Lanka vertreten, nämlich mit Dinopium benghalense jaffnense. Diese Unterart unterscheidet sich ebenso wie die Nominatform durch die goldgelbe bis schmutzig gelbe Farbe der Rückenfedern. Zuweilen treten in der Übergangszone zwischen der südlichen Dinopium psarodes und der nördlichen Dinopium benghalense jaffnense Hybridformen auf, die oftmals orangerot gefärbt sind.
Die wesentlich kleinere, auf Sri Lanka vorkommende Unterart des Rötelspechtes (Micropternus brachyurus jerdonii) hat eine rotbraune Gefiederfarbe und kann mit dem Rotrückenspecht nicht verwechselt werden.

## Verbreitung und Lebensraum
Rotrückenspechte sind ausschließlich im Süden von Sri Lanka zu finden. Sie bewohnen ein breites Spektrum feuchter bis trockener Waldgebiete bis hin zu Plantagen, Parks und Gärten. Die Spechte kommen vom Flachland bis in Höhen von 1700 Metern vor.

## Bestand und Gefährdung
Trotz des relativ begrenzten Lebensraums auf Sri Lanka wird der Rotrückenspecht von der Weltnaturschutzorganisation IUCN als „Least Concern = nicht gefährdet“ klassifiziert.